# Mayen-Coblença
Mayen-Coblença (em alemão Mayen-Koblenz) é um distrito (kreis ou landkreis) da Alemanha localizado no estado da Renânia-Palatinado.

## História
O distrito foi criado em 1973 quando os dois distritos, Mayen e Coblença, foram unidos.
Mayen-Coblença é 'geminado' com o distrito de Waverley em Surrey, sul da Inglaterra, desde 1977.

## Cidades e municípios
| cidades (livres):                |
| 1. Andernach 2. Bendorf 3. Mayen |

| Verbandsgemeinden (associação municipal): | Verbandsgemeinden (associação municipal): | Verbandsgemeinden (associação municipal): |
| --- | --- | --- |
| - 1. Maifeld 1. Einig 2. Gappenach 3. Gering 4. Gierschnach 5. Kalt 6. Kerben 7. Kollig 8. Lonnig 9. Mertloch 10. Münstermaifeld² 11. Naunheim 12. Ochtendung 13. Pillig 14. Polch1, 2 15. Rüber 16. Trimbs 17. Welling 18. Wierschem - 2. Mendig 1. Bell 2. Mendig1, 2 3. Rieden 4. Thür 5. Volkesfeld - 3. Pellenz [sede: Andernach] 1. Kretz 2. Kruft 3. Nickenich 4. Plaidt 5. Saffig | - 4. Rhens 1. Brey 2. Rhens1, 2 3. Spay 4. Waldesch - 5. Untermosel 1. Alken 2. Brodenbach 3. Burgen 4. Dieblich 5. Hatzenport 6. Kobern-Gondorf¹ 7. Lehmen 8. Löf 9. Macken 10. Niederfell 11. Nörtershausen 12. Oberfell 13. Winningen 14. Wolken - 6. Vallendar 1. Niederwerth 2. Urbar 3. Vallendar1, 2 4. Weitersburg | - 7. Vordereifel [sede: Mayen] 1. Acht 2. Anschau 3. Arft 4. Baar 5. Bermel 6. Boos 7. Ditscheid 8. Ettringen 9. Hausten 10. Herresbach 11. Hirten 12. Kehrig 13. Kirchwald 14. Kottenheim 15. Langenfeld 16. Langscheid 17. Lind 18. Luxem 19. Monreal 20. Münk 21. Nachtsheim 22. Reudelsterz 23. Sankt Johann 24. Siebenbach 25. Virneburg 26. Weiler 27. Welschenbach - 8. Weißenthurm 1. Bassenheim 2. Kaltenengers 3. Kettig 4. Mülheim-Kärlich² 5. Sankt Sebastian 6. Urmitz 7. Weißenthurm1, 2 |
| ¹sede do Verbandsgemeinde; ²cidade | | |